# مرکز عملیاتی امنیت ملی

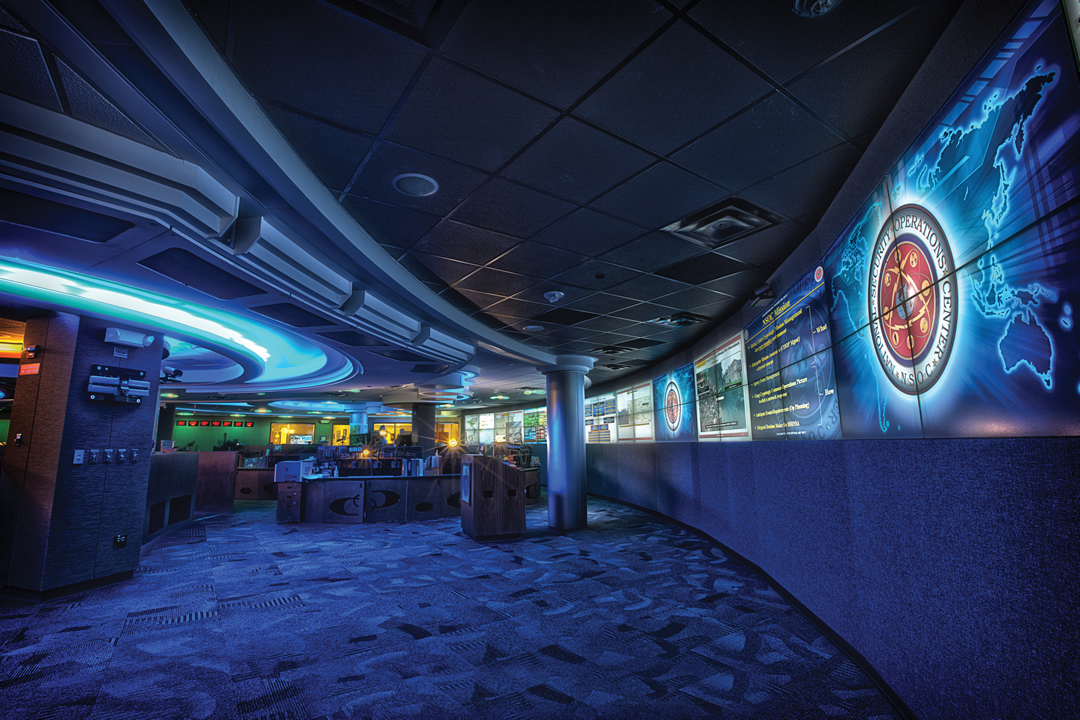
مرکز عملیاتی امنیت ملی در سال ۲۰۱۲

مرکز عملیاتی امنیت ملی (به انگلیسی: National Security Operations Center) با سرواژه NSOC با نام دیگر اداره K (به انگلیسی: Directorate K) بخشی از آژانس امنیت ملی ایالات متحده آمریکا است که مسئول عملیات کنونی، و کانونی برای ارائه گزارش‌های حساس به زمان (فوری) شنود الکترونیک، برای "سامانه شنود الکترونیک ایالات متحده آمریکا" است. این، یکی از دو مرکز مراقبت است. مرکز دیگر، مرکز عملیات فنی ملی (به انگلیسی: National Technical Operations Center) با نام دیگر اداره V (به انگلیسی: Directorate V) است که تهدیدها را ارزیابی می‌کند.

## کارکردها
مرکز عملیاتی امنیت ملی، یک مرکز ۲۴ساعته و ۷روز هفته‌ای است که کار آگاهی کامل از وضعیت شنود الکترونیک و تضمین اطلاعات خارجی در آژانس امنیت ملی/سرویس امنیت مرکزی را انجام می‌دهد، شناخت نیازهای اطلاعاتی امنیت ملی را حفظ می‌کند، و بر رویدادهای فاش شده در جهان، نظارت می‌کند.

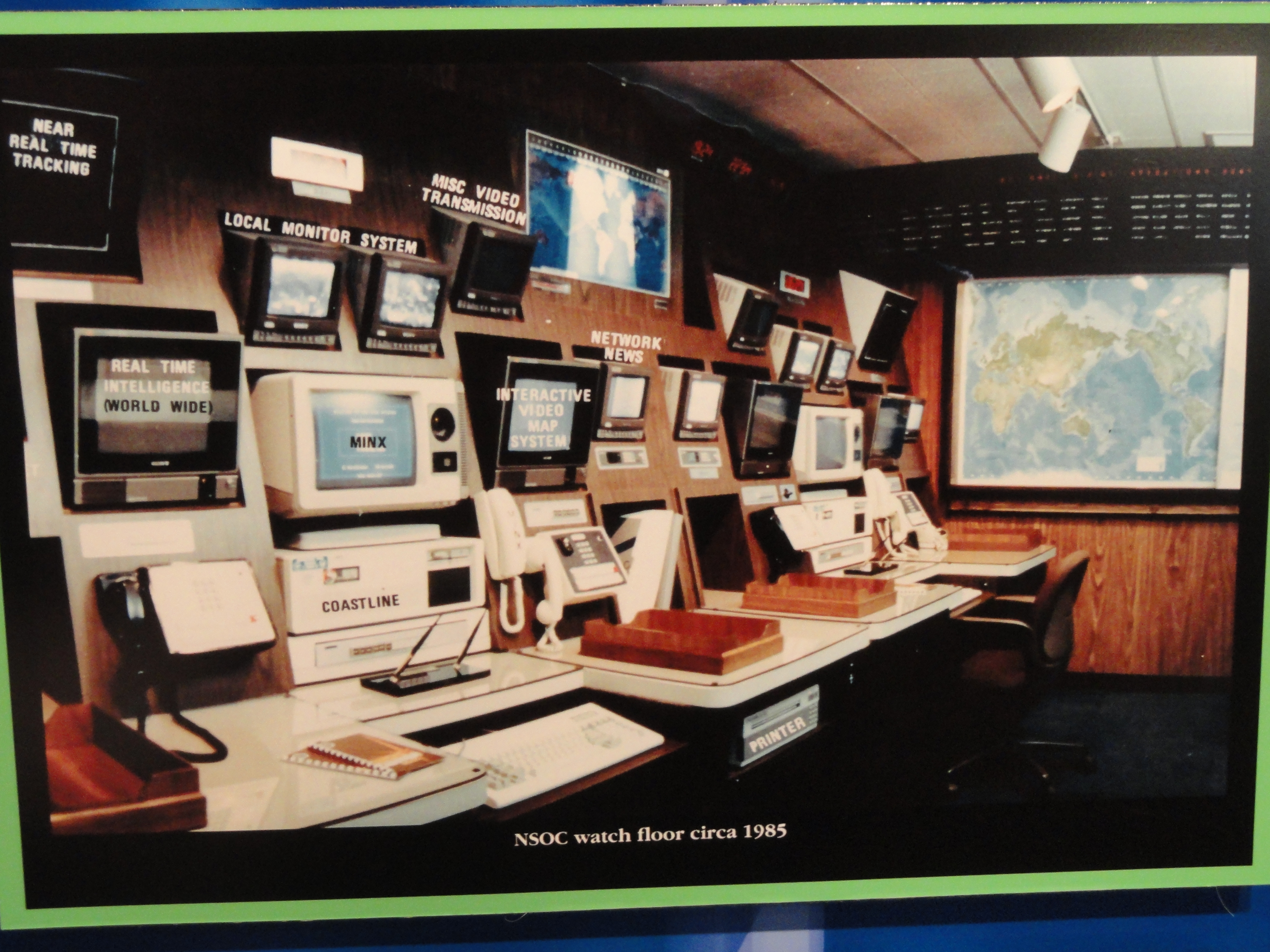
مرکز عملیاتی امنیت ملی در سال ۱۹۸۵

## تاریخچه
در سال ۱۹۶۹ (میلادی) هواپیمای گشت لاکهید ئی‌سی-۱۲۱ وارنینگ استار نیروی دریایی ایالات متحده آمریکا در دریای ژاپن، ساقط شد. در ساعت‌های بعد، مدیران آژانس امنیت ملی، به سرعت از دفتری به دفتر دیگر می‌رفتند تا اطلاعات لازم برای ارائه یک واکنش هماهنگ به آژانس و رئیسان کشور را گردآوری کنند. این سانحه، نیاز به یک دفتر مراقبت ویژه برای واکنش به رویدادهای غیرمنتظره در جهان را نشان داد.
دستیار تولید اداره‌کننده آژانس امنیت ملی در آن هنگام، جان ای. موریسون به اداره‌کننده آژانس امنیت ملی پیشنهاد ایجاد یک مرکز ملی جداگانه مراقبت شنود الکترونیک ملی را داد.
پس از حملات ۱۱ سپتامبر ۲۰۰۱ کار مرکز عملیاتی امنیت ملی از یک مرکز مراقبت به مرکز عملیاتی کنونی، گسترش یافت.

## نامگذاری
مرکز عملیاتی امنیت ملی در سال ۱۹۶۸ (میلادی) با نام "مرکز مراقبت شنود الکترونیک ملی" آغاز به کار کرد و در سال ۱۹۷۳ (میلادی) به "مرکز عملیات شنود الکترونیک ملی" تغییر نام داد. نام کنونی این مرکز با نام "مرکز عملیاتی امنیت ملی" به معنی "مرکز قدرت آژانس امنیت ملی" در سال ۱۹۹۶ (میلادی) به آن داده شد.